# Sphinx du pin
Sphinx pinastri
Espèce
Le Sphinx du pin (Sphinx pinastri) est une espèce de lépidoptères de la famille des Sphingidae, de la sous-famille des Sphinginae et de la tribu des Sphingini.

## Description
L'imago de Sphinx pinastri est un grand papillon dont l'envergure varie de 70 à 89 mm.
La face dorsale de l'aile antérieure est grise avec des tirets noirs. Le dos du thorax est gris avec deux bandes sombres sur les deux côtés.

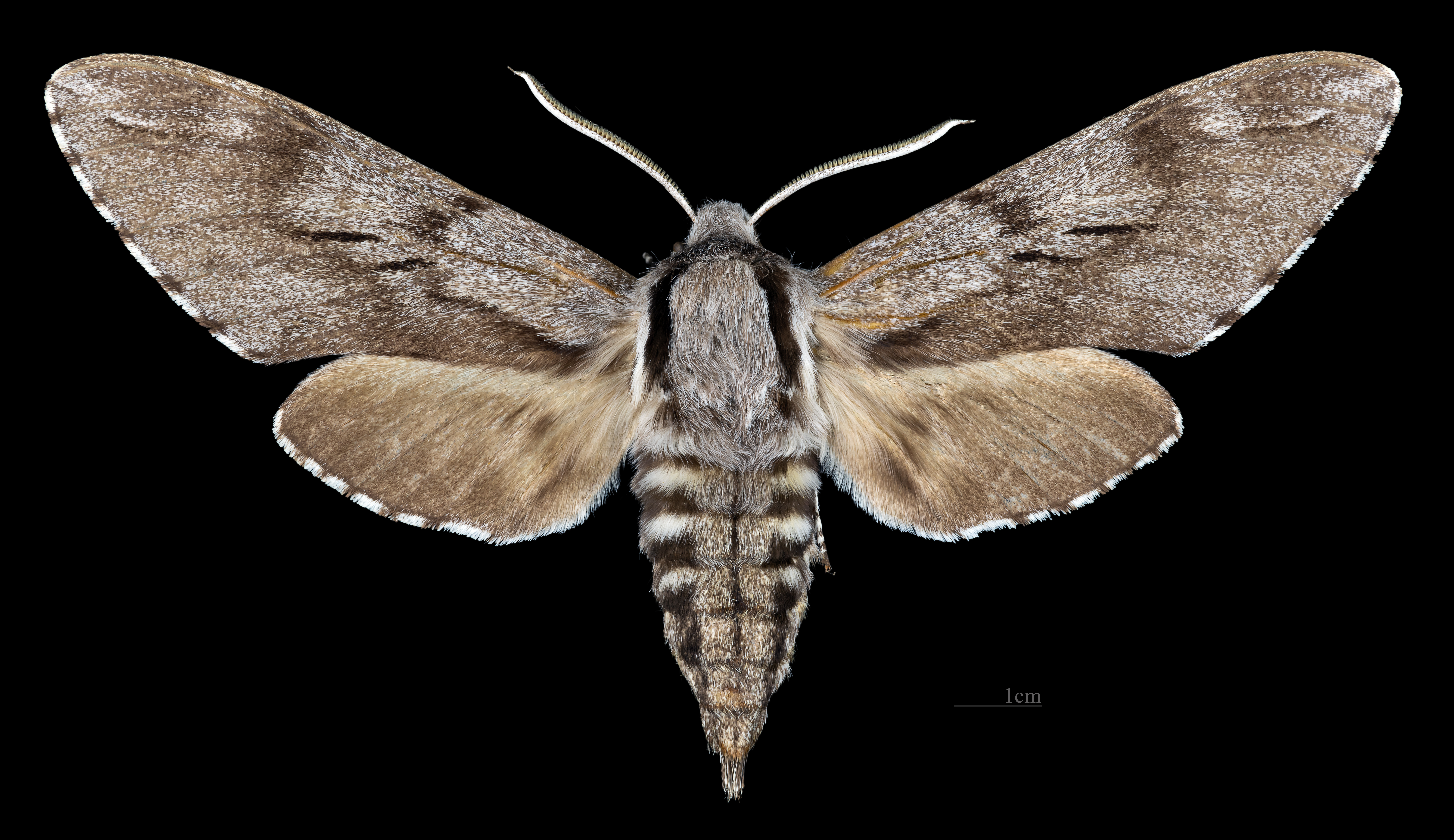
Avers du mâle (coll. MHNT)
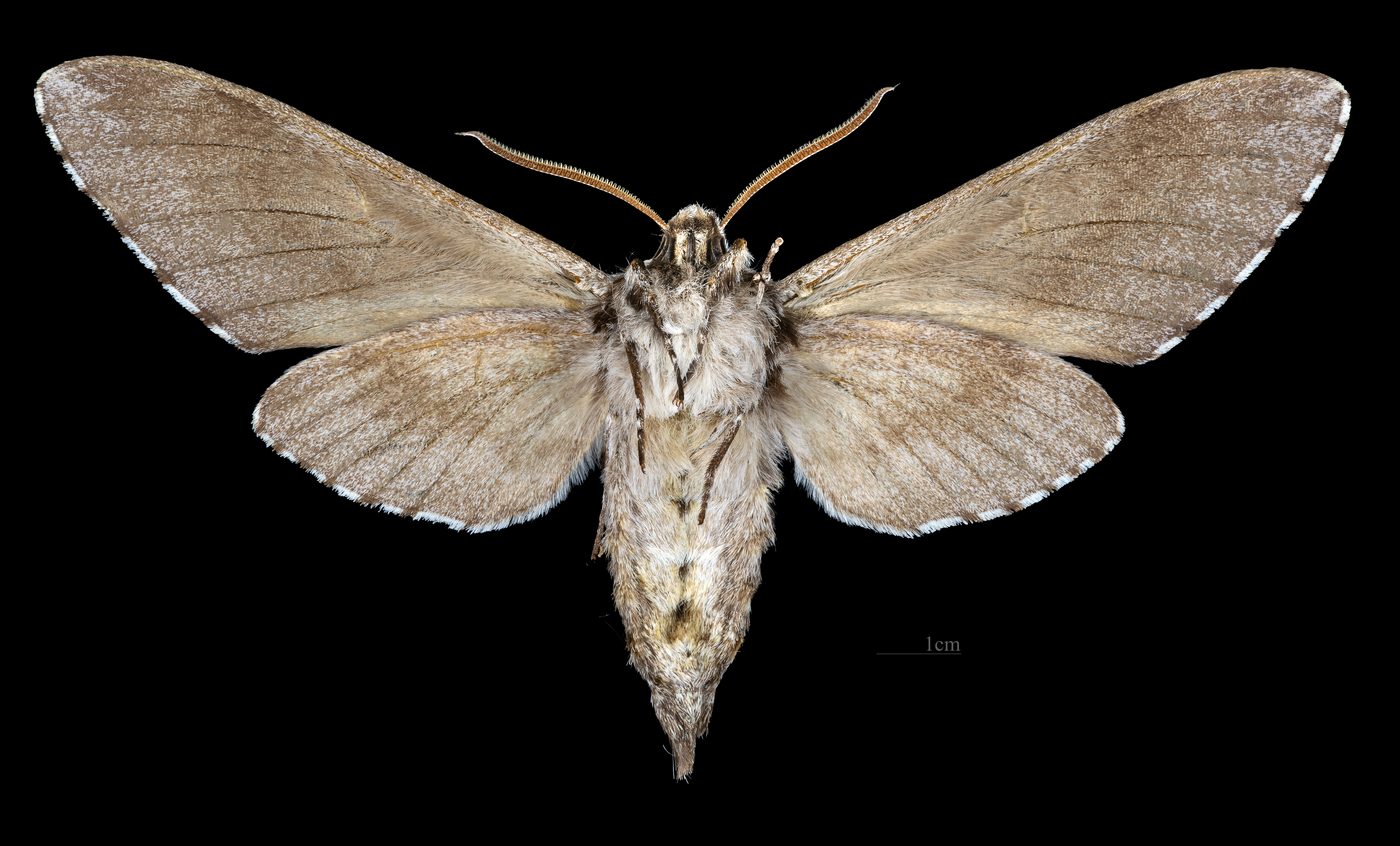
Revers du mâle (coll. MHNT)
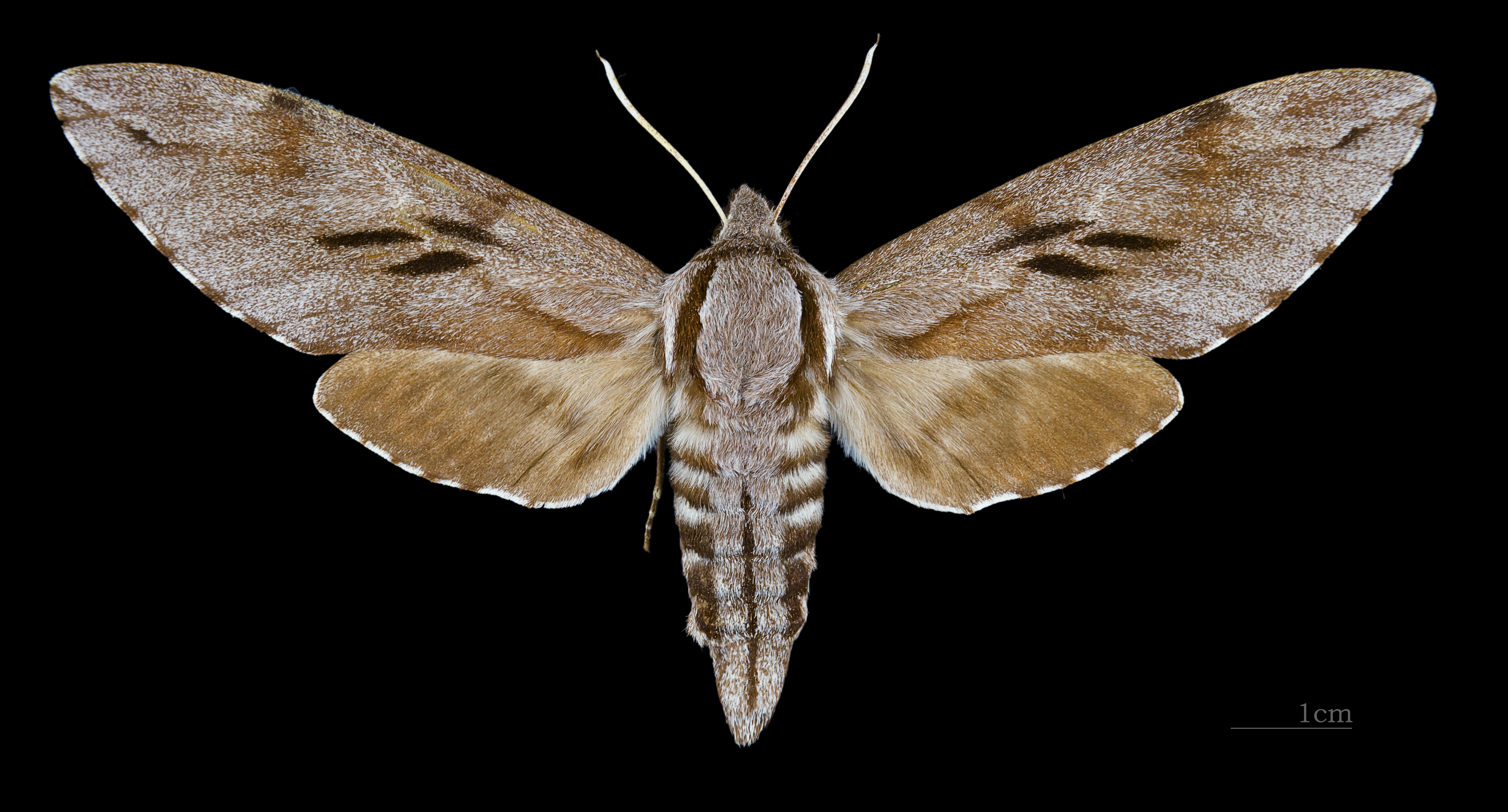
Avers de la femelle (coll. MHNT)
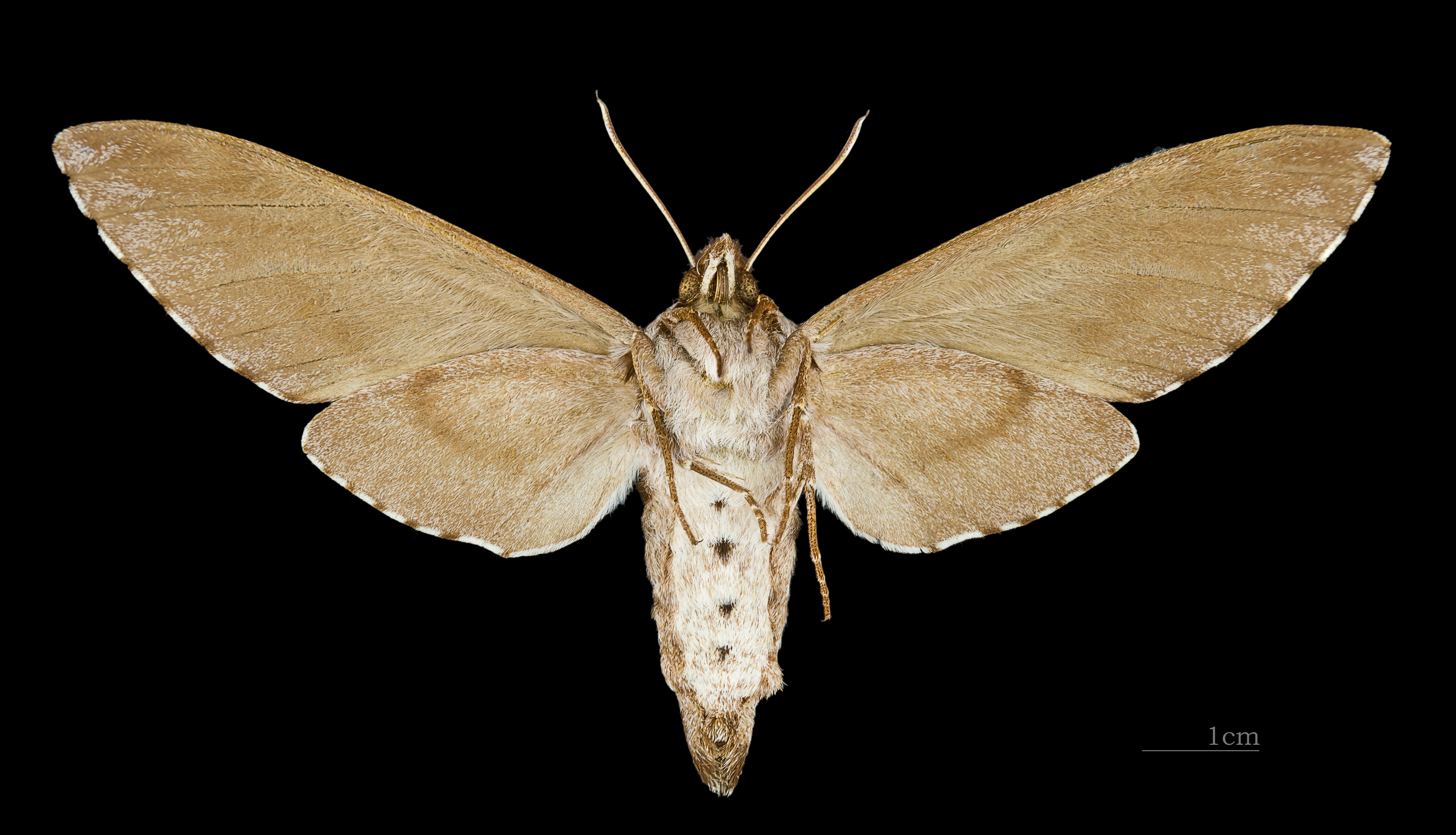
Revers de la femelle (coll. MHNT)

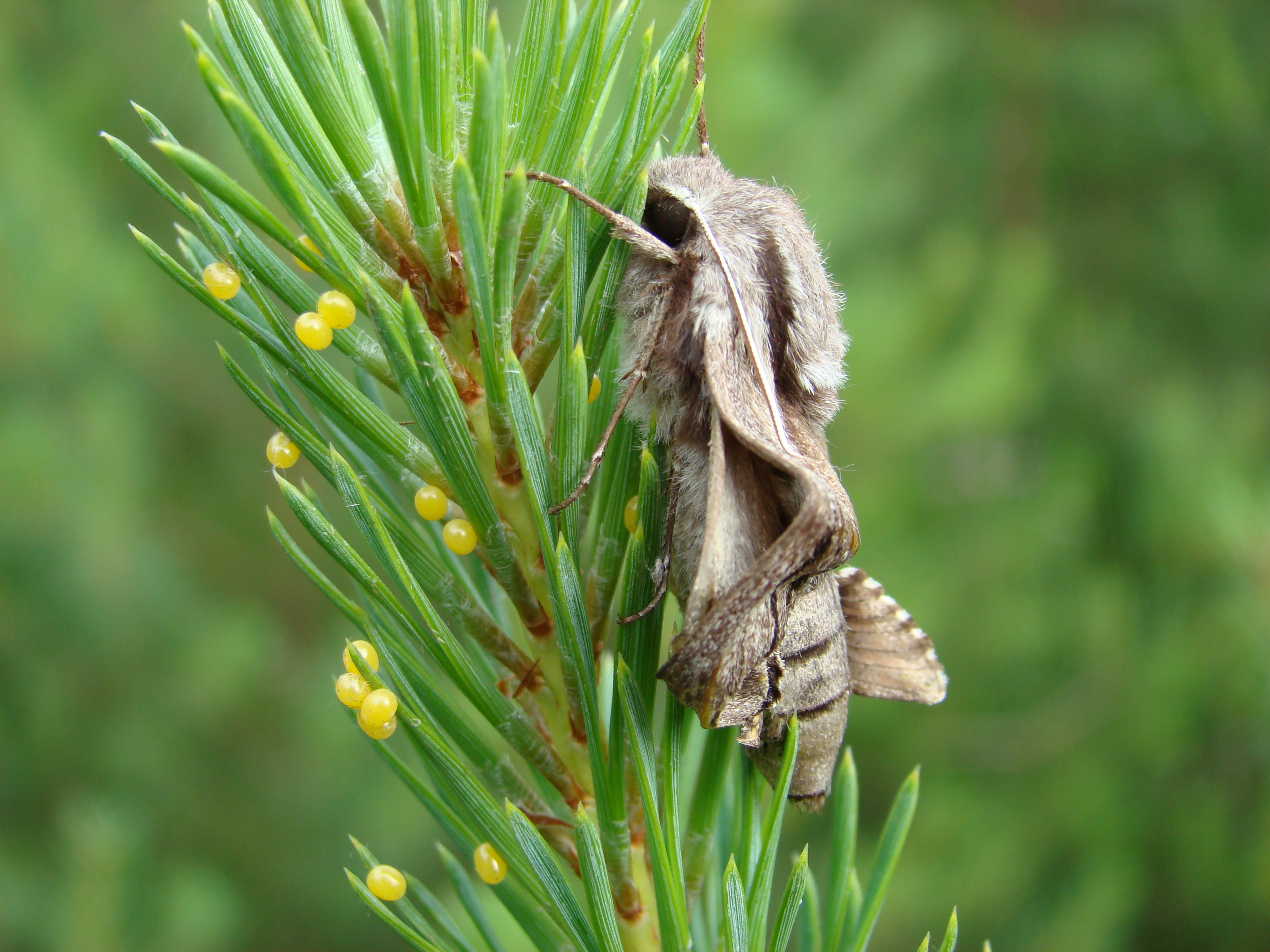
Femelle en train de pondre
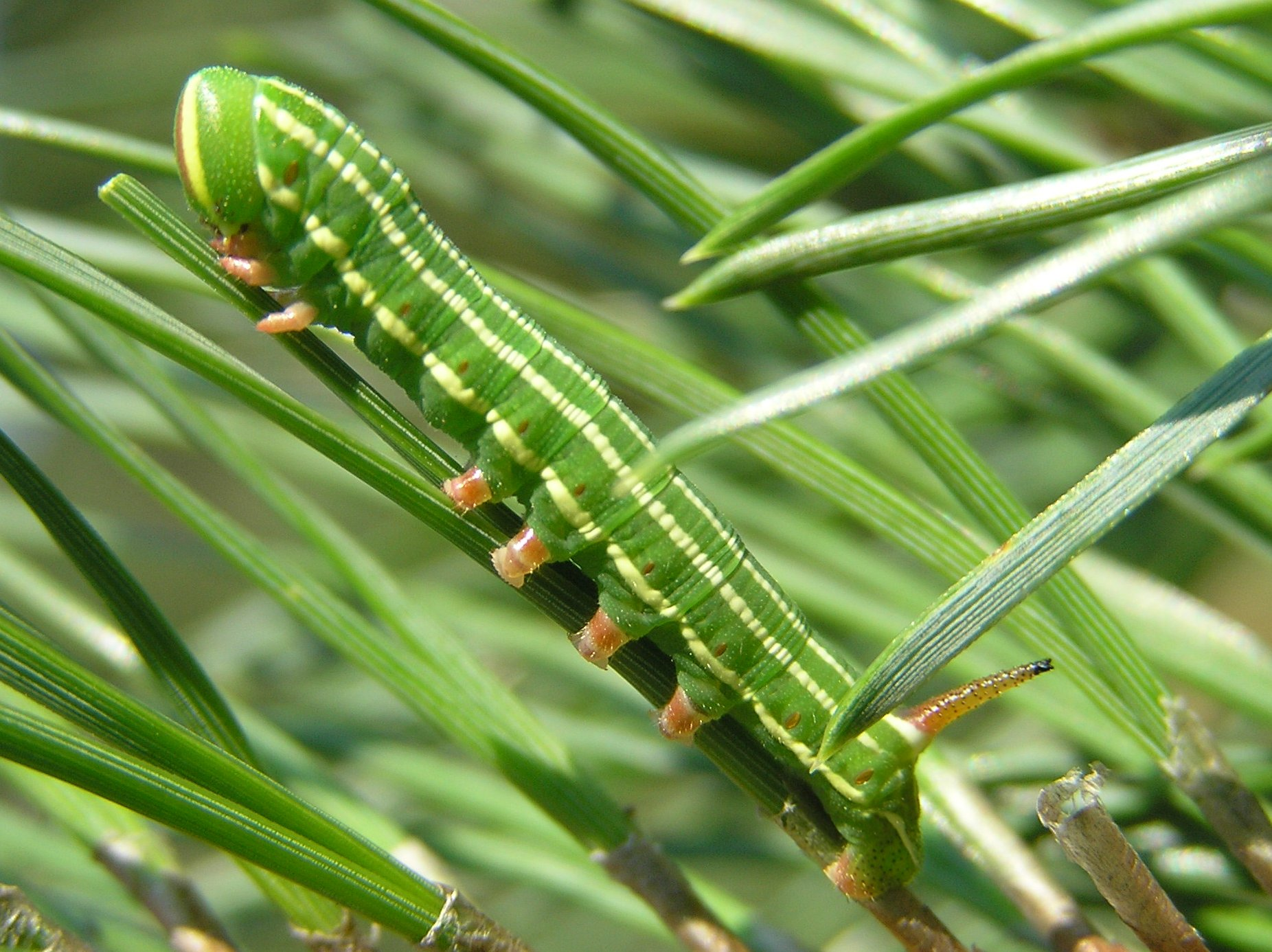
Chenille
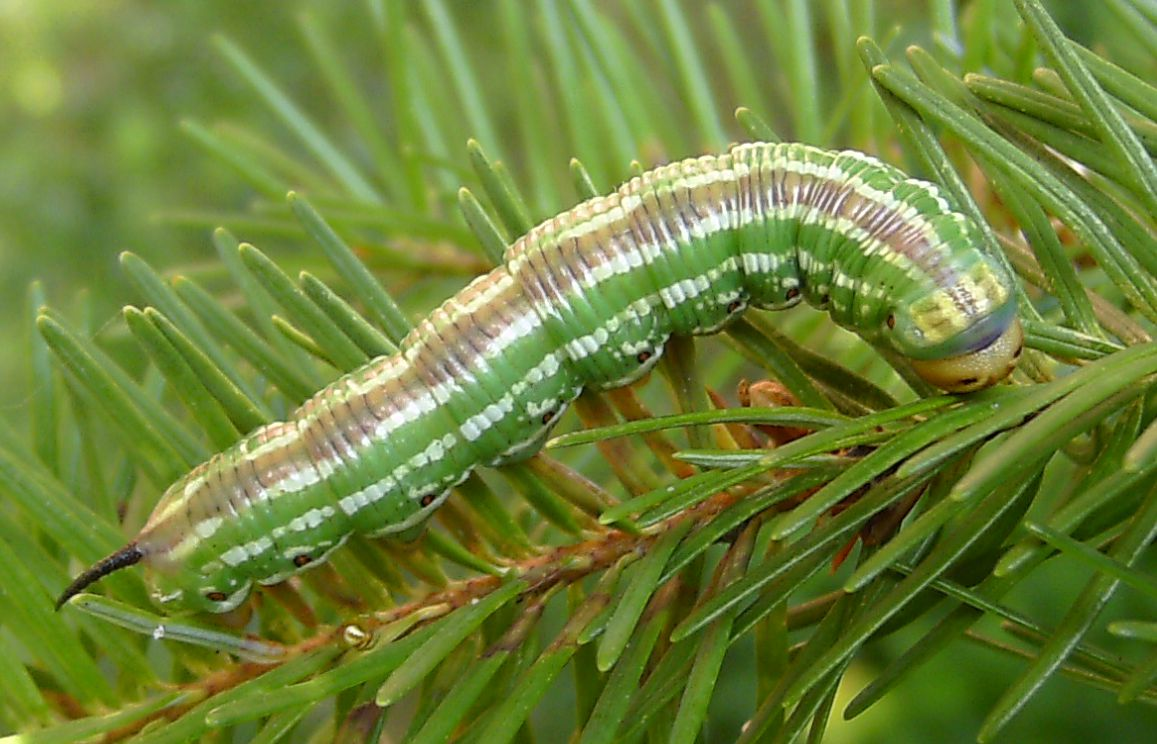
Chenille dernier stade

## Répartition

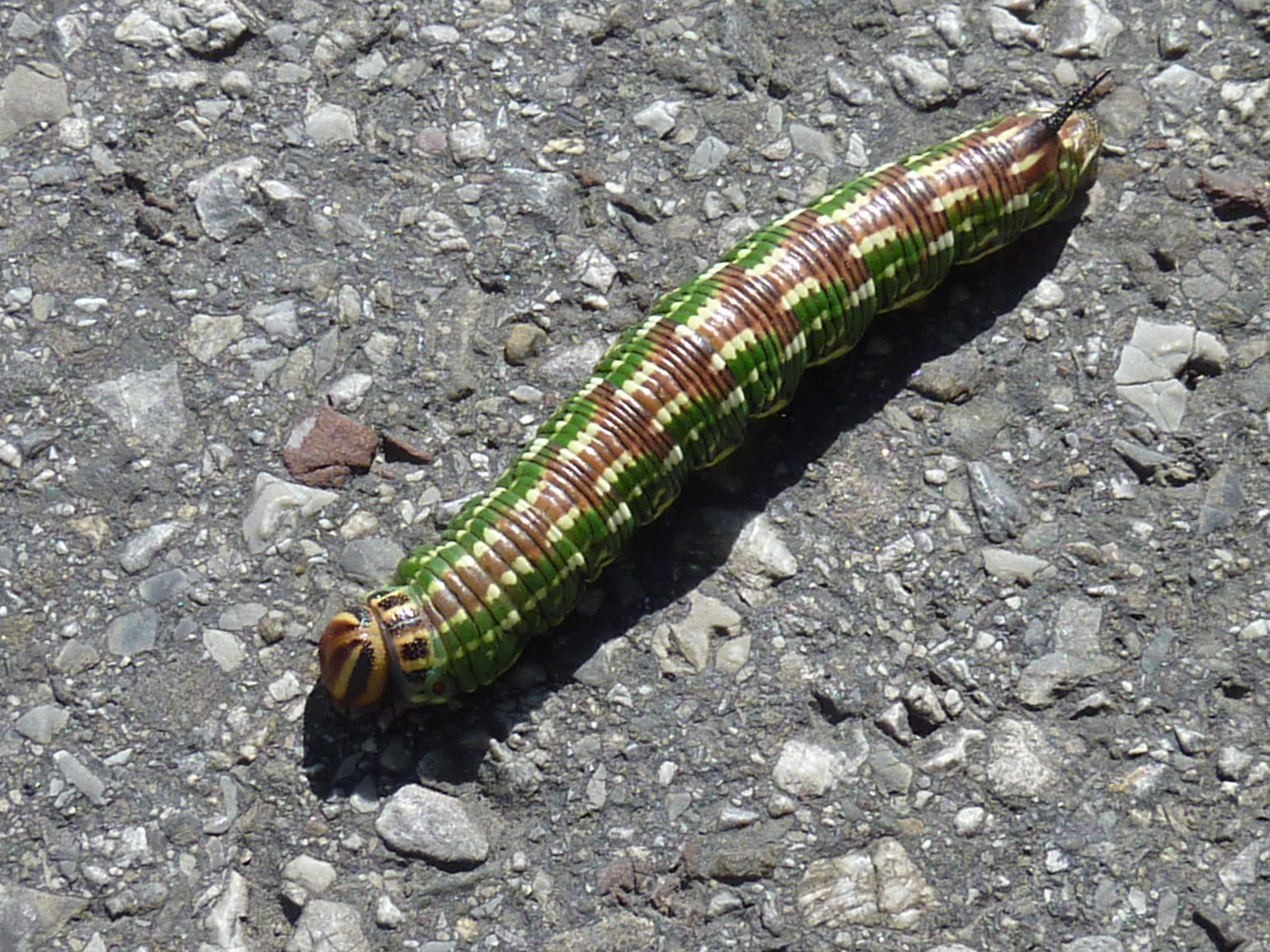
Sous forme de Chenille, avec des couleurs vives

On trouve cette espèce dans l'écozone paléarctique (en Europe et en Asie), et occasionnellement en Amérique du Nord, où sa présence résulte peut-être d'une introduction.
Dans le Sud-Ouest de l'Europe et au Maghreb, Sphinx pinastri est remplacé par l'espèce voisine Sphinx maurorum.

## Biologie
Le papillon vole d’avril à août, selon l’emplacement.
La chenille se nourrit de conifères.
Les femelles pondent leurs œufs par groupes de deux ou trois, le long d'aiguilles de pin ou d'épicéa.

## Systématique
L'espèce Sphinx pinastri a été décrite par le naturaliste suédois Carl von Linné en 1758.

### Synonymie
- Hyloicus pinastri (Linnaeus, 1758)
- Sphinx piceae Gleditsch, 1775[4]
- Hyloicus asiaticus Butler, 1875 [5]
- Sphinx saniptri Strecker, 1876 [6]
- Sphinx pinastri fasciata Lampa, 1885
- Sphinx pinastri brunnea Spuler, 1903
- Hyloicus pinastri typica-virgata Tutt, 1904
- Hyloicus pinastri unicolor Tutt, 1904
- Hyloicus pinastri virgata Tutt, 1904
- Hyloicus pinastri grisea Tutt, 1904
- Hyloicus pinastri grisea-distincta Tutt, 1904
- Hyloicus pinastri grisea-mediopunctata Tutt, 1904
- Hyloicus pinastri grisea-transversa Tutt, 1904
- Hyloicus pinastri albicans Austaut, 1907
- Sphinx pinastri fuliginosa Lambillion, 1907
- Sphinx pinastri vittata Closs, 1920
- Sphinx pinastri ferrea (Closs, 1920)
- Sphinx pinastri minor Stephan, 1924
- Hyloicus pinastri rubida Cabeau, 1925
- Hyloicus pinastri semilugens (Andreas, 1925)
- Sphinx pinastri stehri Stephan, 1926
- Hyloicus pinastri albescens Cockayne, 1926
- Hyloicus pinastri albicolor Cockayne, 1926
- Hyloicus pinastri cenisius Jordan, 1931 [7]
- Hyloicus pinastri medialis Jordan, 1931
- Hyloicus pinastri nigrescens (Lempke, 1959)
- Sphinx pinastri albescens Schnaider, 1950
- Hyloicus pinastri bicolor (Lempke, 1959)
- Hyloicus pinastri cingulata (Lempke, 1964)
- Hyloicus pinastri euxinus Derzhavets, 1979 [8]
- Hyloicus selon de Freina & Witt, 1987